# Match des Étoiles de la Ligue majeure de baseball 1985
Le match des Étoiles de la Ligue majeure de baseball 1985 (1985 MLB All-Star Game) est la 56e édition de cette opposition entre les meilleurs joueurs de la Ligue américaine et de la Ligue nationale, les deux composantes de la MLB.
L'événement a été tenu le 16 juillet 1985 au Hubert H. Humphrey Metrodome, domicile des Twins du Minnesota devant une foule de 54 960 spectateurs. C'était la deuxième fois que le match était présenté au Minnesota et la seule édition de la partie des Étoiles disputée dans ce stade. Il s'agissait également de la toute première présentation du concours de coup de circuit. Présentée la veille du match, cette compétition amicale a eu un tel succès qu'elle est par la suite devenue une composante de tous les matchs des Étoiles suivants. 
La partie a été remportée 6 à 1 par l’équipe de la Ligue nationale, qui enregistrait ainsi une vingt et unième victoire lors des vingt-trois dernières éditions de cette classique annuelle. Le lanceur La Marr Hoyt des Padres de San Diego a été nommé meilleur joueur du match. Ce fut la seule participation de la carrière de Hoyt au match des Étoiles. Les lanceurs de la Ligue nationale ont offert une performance solide, n'allouant que cinq coups sûrs aux frappeurs de l'équipe adverse.

## Alignements partants

### Ligue nationale
| Joueur            | position            | équipe                   |
| ----------------- | ------------------- | ------------------------ |
| Tony Gwynn        | voltigeur de gauche | Padres de San Diego      |
| Tom Herr          | deuxième but        | Cardinals de Saint-Louis |
| Steve Garvey      | premier but         | Padres de San Diego      |
| Dale Murphy       | voltigeur de centre | Braves d’Atlanta         |
| Darryl Strawberry | voltigeur de droite | Mets de New York         |
| Graig Nettles     | troisième but       | Padres de San Diego      |
| Terry Kennedy**   | receveur            | Padres de San Diego      |
| Ozzie Smith       | arrêt-court         | Cardinals de Saint-Louis |
| La Marr Hoyt      | lanceur             | Padres de San Diego      |

- Terry Kennedy a remplacé Gary Carter des Mets de New York, élu par le public mais blessé lors du match.

### Ligue américaine
| Joueur           | position            | équipe                |
| ---------------- | ------------------- | --------------------- |
| Rickey Henderson | voltigeur de centre | Yankees de New York   |
| Lou Whitaker     | deuxième but        | Tigers de Detroit     |
| George Brett     | troisième but       | Royals de Kansas City |
| Eddie Murray     | premier but         | Orioles de Baltimore  |
| Cal Ripken Jr    | arrêt-court         | Orioles de Baltimore  |
| Dave Winfield    | voltigeur de droite | Yankees de New York   |
| Jim Rice         | voltigeur de gauche | Red Sox de Boston     |
| Carlton Fisk**   | receveur            | White Sox de Chicago  |
| Jack Morris      | lanceur             | Tigers de Detroit     |

- Carlton Fisk a remplacé Lance Parrish des Tigers de Detroit, élu par le public mais blessé lors du match

## Effectifs

### Ligue nationale
| Joueur              | position      | équipe                   |
| ------------------- | ------------- | ------------------------ |
| Joaquin Andujar***  | lanceur       | Cardinals de Saint-Louis |
| Jack Clark          | premier but   | Cardinals de Saint-Louis |
| Jose Cruz           | voltigeur     | Astros de Houston        |
| Ron Darling         | lanceur       | Mets de New York         |
| Scott Garrelts      | lanceur       | Giants de San Francisco  |
| Dwight Gooden       | lanceur       | Mets de New York         |
| Rich Gossage        | lanceur       | Padres de San Diego      |
| Pedro Guerrero**    | troisième but | Dodgers de Los Angeles   |
| Willie McGee        | voltigeur     | Cardinals de Saint-Louis |
| Dave Parker         | voltigeur     | Reds de Cincinnati       |
| Tony Pena           | receveur      | Pirates de Pittsburgh    |
| Tim Raines          | voltigeur     | Expos de Montréal        |
| Jeff Reardon        | lanceur       | Expos de Montréal        |
| Pete Rose           | premier but   | Reds de Cincinnati       |
| Nolan Ryan          | lanceur       | Astros de Houston        |
| Ryne Sandberg       | deuxième but  | Cubs de Chicago          |
| Garry Templeton     | arrêt-court   | Padres de San Diego      |
| Fernando Valenzuela | lanceur       | Dodgers de Los Angeles   |
| Ozzy Virgil         | receveur      | Phillies de Philadelphie |
| Tim Wallach         | troisième but | Expos de Montréal        |
| Glenn Wilson        | voltigeur     | Phillies de Philadelphie |

- Pedro Guerrero n'a pas pris part au match, blessé.
  - Joaquim Andujar a refusé de se présenter à la partie, en désaccord avec la décision du gérant Dick Williams de lui préférer La Marr Hoyt comme lanceur partant.

### Ligue américaine
| Joueur           | position      | équipe                  |
| ---------------- | ------------- | ----------------------- |
| Harold Baines    | voltigeur     | White Sox de Chicago    |
| Bert Blyleven    | lanceur       | Indians de Cleveland    |
| Wade Boggs       | troisième but | Red Sox de Boston       |
| Phil Bradley     | voltigeur     | Mariners de Seattle     |
| Tom Brunansky    | voltigeur     | Twins du Minnesota      |
| Cecil Cooper     | premier but   | Brewers de Milwaukee    |
| Damaso Garcia    | deuxième but  | Blue Jays de Toronto    |
| Rich Gedman      | receveur      | Red Sox de Boston       |
| Willie Hernandez | lanceur       | Tigers de Detroit       |
| Jay Howell       | lanceur       | Athletics d'Oakland     |
| Jimmy Key        | lanceur       | Blue Jays de Toronto    |
| Don Mattingly    | premier but   | Yankees de New York     |
| Paul Molitor     | troisième but | Brewers de Milwaukee    |
| Donnie Moore     | lanceur       | Angels de la Californie |
| Dan Petry        | lanceur       | Tigers de Detroit       |
| Dave Stieb       | lanceur       | Blue Jays de Toronto    |
| Alan Trammell    | arrêt-court   | Tigers de Detroit       |
| Gary Ward        | voltigeur     | Rangers du Texas        |
| Ernie Whitt      | receveur      | Blue Jays de Toronto    |

## Déroulement du match
L'équipe de la Ligue américaine a marqué son seul point du match en première manche alors que Rickey Henderson a amorcé le match avec un simple. Il a ensuite volé le deuxième but, s'est retrouvé au troisième sur le mauvais relais du receveur Terry Kennedy et a marqué sur le ballon sacrifice de George Brett.
La Ligue nationale a répliqué dès la manche suivante grâce à un simple de Kennedy qui a poussé Darryl Strawberry, auteur d'un simple et d'un but volé, au marbre. 
En troisième manche, l'équipe du gérant Dick Williams a pris l'avance pour ne plus la perdre. Après deux retraits, Steve Garvey a frappé un simple et a porté l'avance à 2 à 1 en marquant sur un double de Dale Murphy.
La ligue nationale a ajouté deux points en cinquième, également après deux retraits. Un double d'Ozzie Virgil a produit deux points, faisant marquer Strawberry, atteint par un lancer de Bert Blyleven, et Tim Wallach, auteur d'un double.
Finalement, les vainqueurs ont ajouté deux points en neuvième manche face à Dan Petry et Willie Hernandez. Willie McGee a produit les deux points en claquant un double avec les buts remplis, faisant marquer Tim Raines et Jack Clark, qui avaient tous deux obtenus des buts sur balles.
La Marr Hoyt a été le lanceur gagnant et Jack Morris a mérité la défaite.

## Concours de coups de circuit
| The Metrodome, Minneapolis -- A.L. 17, N.L. 16 | The Metrodome, Minneapolis -- A.L. 17, N.L. 16 | The Metrodome, Minneapolis -- A.L. 17, N.L. 16 |
| Joueur                                         | Équipe                                         | Circuits                                       |
| American League                                | American League                                | American League                                |
| ---------------------------------------------- | ---------------------------------------------- | ---------------------------------------------- |
| Jim Rice                                       | Boston                                         | 4                                              |
| Eddie Murray                                   | Baltimore                                      | 4                                              |
| Carlton Fisk                                   | Chicago                                        | 4                                              |
| Tom Brunansky                                  | Minnesota                                      | 4                                              |
| Cal Ripken, Jr.                                | Baltimore                                      | 1                                              |
| National League                                |                                                |                                                |
| Dave Parker                                    | Cincinnati                                     | 6                                              |
| Dale Murphy                                    | Atlanta                                        | 4                                              |
| Steve Garvey                                   | San Diego                                      | 2                                              |
| Ryne Sandberg                                  | Chicago                                        | 2                                              |
| Jack Clark                                     | St. Louis                                      | 2                                              |